# Corydalis hsiaowutaishanensis
Corydalis hsiaowutaishanensis är en vallmoväxtart som beskrevs av Wang. Corydalis hsiaowutaishanensis ingår i släktet nunneörter, och familjen vallmoväxter. Inga underarter finns listade i Catalogue of Life.